# Samuel Bernard
Samuel Bernard (ur. 1651 w Sancerre, zm. 18 stycznia 1739) – francuski finansista, hrabia de Coubert od 1725.
Rodzina miała korzenie holenderskie. Ojcem Samuela Bernarda był malarz Samuel-Jacques Bernard (1615–1687). Rodzina był protestancka, lecz matka mogła być zwolenniczką sekty Arminiusza.
Bernard znany jest jako założyciel Francuskiej kompanii Gwinei (Compagnie française de Guinée). Louis de Rouvroy, książę de Saint-Simon uważał go za najbogatszego bankiera w Europie (le plus fameux et le plus riche banquier de l’Europe). Bernard wspierał finansowo dwór francuski.
Bernard był udziałowcem w handlu związanym z hiszpańskim Asiento.
Gdy w 1708 roku Ludwik XIV potrzebował pieniędzy na wojnę, jego minister Nicolas Desmarets (1648–1721) zorganizował jego spotkanie z Bernardem w zamku w Marly-le-Roi. Król, tak zazwyczaj oszczędny w słowach, zagadywał przyjaźnie Bernarda pokazując mu zamek. Obecni podziwiali królewskie „prostytuowanie się” w celu otrzymania finansowego wsparcia: ...cette espèce de prostitution du roi, si avare de ses paroles, à un homme de l'espèce de Bernard...
Samuel Bernard został uszlachcony w roku 1699, a w roku 1725 Ludwik XV uczynił go hrabia de Coubert. 29 grudnia 1719 Bernard zakupił ziemię związaną z tytułem de Coubert (Sekwana i Marna) razem z zamkiem, który przebudowywał od roku 1724 do 1727. W Paryżu zaś zbudował wspaniały dom przy dzisiejszej rue du Bac 46. W 1731 kupił posiadłość Glisolles w Normandii.
Samuel Bernard ożenił się po raz pierwszy z Magdelaine Clergeau, potem drugi raz (1720) z panną de Saint-Chamans. Doczekał się czterech męskich potomków:
- Samuel-Jacques Bernard Młodszy (1686–1753), hrabia de Coubert (1739), uczyniony potem nadintendentem finansów królowej (1725);
- Gabriel Bernard de Rieux (1687–1745), którego żona był córką hrabiego de Boulainvilliers;
- Vincent Bernard de la Livinière ;
- Bonne Félicité Bernard (z drugiego małżeństwa), który poślubił Mathieu-François Molé.

Miał też trzy nieślubne córki: 
- Louise-Marie-Madeleine Fontaine (1706–1799), której mężem został dzierżawca generalny Claude Dupin, właściciel zamku w Chenonceau;
- Marie Anne Louise Fontaine (1710–1765), której mężem został Antoine Alexis Panneau d'Arty;
- François Thérèse Fontaine (1712–1765), której mężem został Vallet de La Touche.